# Civette
Pour les articles homonymes, voir Civette (homonymie).
Taxons concernés
Parmi le sous-ordre des Feliformia :

Dans la famille des Viverridae, dans les sous-familles :
- Viverrinae
- Paradoxurinae
- Hemigalinae

Dans la famille des Eupleridae, sous-famille des Euplerinae:
- l'espèce Fossa fossanamodifier

Civette et anciennement chat musqué sont des noms vernaculaires qui désignent en français de nombreuses espèces de petits mammifères du sous-ordre des Feliformia, principalement de la famille des Viverridés.

## Histoire et étymologie du terme
Le mot « civette » dérive du terme arabe zabād désignant le musc et signifiant écumeux, via l'italien zibetto (it), ou bien le catalan civetta. Les Arabes désignaient l'animal sous le nom soit de qaṭṭ az-zabād, c'est-à-dire chat à musc, d'où l'autre nom vernaculaire, soit de Sennour ez zabad (« fouine musquée »), etc. Zabad désigne donc une odeur, le musc mais aussi une couleur (l’« écume », la « crème ») zebda est le « beurre ».
L'attribution du nom, de chat, de genette ou de civette à une espèce animale a varié selon les époques. Par conséquent, dans un document, pour distinguer l'espèce par son nom il est important de connaître la date du document qui en parle. Ainsi au XIXe siècle, Frédéric Cuvier appelait genette des espèces aujourd'hui appelées civette.
Ces animaux ont en effet posé des problèmes de classification aux naturalistes dès le Moyen Âge. Au XVIe siècle Pierre Belon rapporte, conformément aux croyances de l'époque, que la civette était nommée Hyaena (ce qui en ferait une sorte de hyène), mais qu'elle ressemble plus à une Panthère odoriférante. Pour Buffon au XVIIIe siècle, la civette était bien une sorte de blaireau,. Il fut capable de donner une description et surtout d'annoncer que sous ce terme se cachaient en fait plusieurs espèces différentes. Buffon rapporte aussi que des civettes étaient effectivement en voie de domestication au Moyen-Orient et en Inde et même dans certains cas apprivoisées. Buffon distingue les genettes des civettes du fait que les premières sont plus petites que les secondes.

## Biologie, comportement et écologie
Les caractéristiques générales des civettes sont celles des Feliformia de la famille des Viviridés ou de la sous-famille des Euplerinae, avec des différences pour chaque espèce : voir les articles détaillés pour plus d'informations, notamment sur leur constitution physique ou leur mode de vie respectif.

### Caractéristiques communes
Les civettes partagent plusieurs caractéristiques communes à la majorité des espèces. L'odeur de la civette provient de la civettone, substance contenue dans un liquide blanc produit par les glandes anales de tous les Viverridae. Ce liquide possède à l'état brut une odeur très forte, avec des relents d'excréments, mais une fois dilué il dégage une odeur de musc et de fleur. Les sécrétions des glandes anales de la civette étaient utilisées en pharmacie et dans la fabrication des cigares ou de parfums. Leur usage remonte à plus de 2 000 ans ; elles avaient la réputation d'être très appréciées de Cléopâtre.

## Noms français et noms scientifiques correspondants
Liste alphabétique des noms vulgaires ou des noms vernaculaires attestés en français.

Note : certaines espèces ont plusieurs noms et, les classifications évoluant encore, certains noms scientifiques ont peut-être un autre synonyme valide. 
- Civette africaine - Civettictis civetta[10]
- Civette fossane - Voir Civette de Madagascar[10]
- Civette à grandes taches - Viverra civettina
- Civette de Malaisie - Viverra tangalunga
- Civette palmiste - Arctogalidia trivirgata
- Civette palmiste africaine - Nandinia binotata
- Civette palmiste à bandes - Hemigalus derbyanus
- Civette palmiste hermaphrodite - Paradoxurus hermaphroditus
- Civette palmiste de Jerdon - Paradoxurus jerdoni
- Civette palmiste à masque - Paguma larvata
- Civette-loutre de Sumatra - Cynogale bennettii
- Civette de Madagascar - Fossa fossana
- Civettes - Viverra  sp.[10]
- Civette indienne - Viverricula[10]
- Civettes palmistes - Paradoxurinae sp.[10]
- Petite civette - Viverricula malaccensis

## Café
Les excréments de la Civette palmiste commune (Paradoxurus hermaphroditus) sont utilisées dans la confection d'un café dispendieux, le Kopi luwak. Les « cerises » de Caféier sont partiellement digérées par l'animal qui rejette les graines (grains de café) dans ses déjections, transformation réputée bénéfique aux arômes où se mêle celui du musc produit par ses glandes anales. Ce café d'exception, initialement récolté dans la nature, a donné lieu dans le sud-est asiatique à des dérives d'élevage de civettes contraires au bien-être animal. Les organismes de protection animale et les consommateurs tentent de décourager ces procédés en privilégiant le café de civette sauvage.

## Tabac
Le tabac parfumé « à la civette » est à l'origine du nom souvent donné par les buralistes à leur débit de tabac, inspirés par un célèbre établissement parisien portant ce nom, fondé en 1716. Cette tradition a pour origine l'utilisation des glandes à musc de la civette pour conserver et parfumer le tabac à priser,.